# Nikiforos Diamanduros
Nikiforos P. Diamanduros (en grec: Νικηφόρος Π. Διαμαντούρος) (n. Atenes, 25 de juny de 1942) és un acadèmic grec, des de gener de 2003 Defensor del Poble Europeu, càrrec en el qual va ser refermat dos cops, els anys 2005 i 2010, pel Parlament Europeu. Va ser President de l'Associació grega de ciències polítiques de 1992 a 1998. De 1985 a 1988, va ser el President de l'"Associació d'Estudis Moderns" grecs als Estats Units. Ha escrit sobre la política i història de Grècia, així com sobre la relació entre la cultura i la política, la democratització i la construcció de la nació i l'Estat.